# Johann Faulhaber
Johann Faulhaber (5 de mayo de 1580 – 10 de septiembre de 1635) fue un matemático alemán.
Nacido en Ulm, Faulhaber fue un tejedor de formación que también trabajó como topógrafo de la ciudad de Ulm. Colaboró con Johannes Kepler y Ludolph van Ceulen. Además de su trabajo en la fortificación de ciudades (notablemente Basilea y Fráncfort), Faulhaber construyó ruedas hidráulicas en su ciudad natal e instrumentos geométricos para el ejército. Faulhaber también tuvo fama como calculista e introdujo los logaritmos de Henry Briggs en Alemania. Murió en Ulm.
Su nombre quedó especialmente asociado al cálculo de la suma de potencias de enteros. Jacob Bernoulli hizo referencias a Faulhaber en su Ars Conjectandi.